# پیت کرویور
پیت کرویور (هلندی: Piet Kruiver; ۵ ژانویهٔ ۱۹۳۸ – ۱۸ مارس ۱۹۸۹) بازیکن فوتبال اهل هلند بود.

## باشگاهی
از باشگاه‌هایی که در آن بازی کرده‌است می‌توان به باشگاه فوتبال فاینورد، باشگاه فوتبال پی‌اس‌وی آیندهوون، و باشگاه فوتبال ویچنزا اشاره کرد.

## تیم ملی
وی همچنین در تیم ملی فوتبال هلند بازی کرده‌است.